# Philippe Harlé
Pour les articles homonymes, voir Harlé.
Philippe Harlé est un architecte naval français né le 18 juillet 1931 à Mont-Saint-Aignan et mort le 4 février 1991 à La Rochelle.
En trente ans, à partir des années 1960, Philippe Harlé a dessiné près de deux-cent-vingt types de bateaux différents, principalement pour la voile de plaisance, mais aussi pour la pêche, la mytiliculture et le transport de passagers. Il a associé Alain Mortain à son cabinet d'architecture en 1982.

## Biographie
Après des études de physique-chimie, il se consacre au nautisme.

### Aux Glénans
Philippe Harlé devient, dans les années 1950, stagiaire, puis chef de bord, puis permanent au Centre Nautique des Glénans. En 1958, il dessine les plans de l'Archipel, un bateau à moteur de construction classique (en bois), servant aux liaisons et au ravitaillement de ces îles. Il apporte une contribution significative à la rédaction du premier tome du Cours de Navigation des Glénans. D'octobre 1961 à juin 1962, il supervise la construction du Glénan, un voiler de course au large de 13 m dessiné par l'architecte anglais John Illingworth.

### Architecte naval
En 1961, il dessine le Haddock, un dériveur de 4 mètres en polyester, puis le plan qui le fera connaître, celui du Muscadet, un voilier de croisière de 6,40 m en contreplaqué.
En 1963 il quitte le Centre des Glénans et s'installe comme architecte naval. Le prototype du Muscadet, construit au chantier Aubin près de Nantes, se fait remarquer au Festival de la croisière côtière de la Rochelle: "Nouveau venu rapide, fonctionnel, laid et relativement peu coûteux". "Bateau intelligent, sans concessions", il connaît un rapide succès et sera produit à près de six cents exemplaires de 1963 à 1979.
À la suite du Muscadet, il dessine en 1965 les plans de l'Armagnac et du Cognac (1968), construits en contreplaqué. Le Coquelicot sera également construit en contreplaqué par Mallard en 1966. Il poursuivra cette technique une dizaine d'années, avec notamment plusieurs voiliers de type dériveur lesté, à faible tirant d'eau, comme le Cabernet (1976).
Se tournant vers le stratifié polyester, matériau bien adapté à la fabrication en série, il trace en 1967 les plans de l'Edel III (7,80 m), puis en 1968 les plans du Sangria (7,62 m) pour le chantier Jeanneau; il sera construit à 3 000 unités, puis remplacé à partir de 1980 par le Fantasia (1 500 unités produites). Architecte désormais reconnu, il signe les plans de nombreux voiliers fabriqués par différents chantiers.
Il s'est intéressé dès ses débuts à l'aluminium, matériau alors peu utilisé dans la plaisance (sauf en Hollande) ; après le Suroit de 7 m en 1963 (coque en alu et pont en contreplaqué), La Grenouille, (1965) embarcation de plongée très novatrice et très sûre dessinée pour le CESM St Florent, fabriquée à La Madeleine dans le  Nord par le chantier SEAN et toujours en service en 2019 dans ce club installé en Corse, 43 ans après sa construction, le Jaja, un bateau de service destiné à remplacer la caravelle des Glénans, le Coquelicot 9,30 m quillard (1964) puis le Naïade VI 9,70 m dériveur lesté (1967), c'est la naissance en 1972 du Romanée, quillard de 10,20 m, construit en série chez Pouvreau en Vendée. Suivra toute une série de voiliers de grande croisière, la plupart à faible tirant d'eau (à dérive relevable).
En 1977, la famille Harlé (Philippe, Claude et leurs trois filles) part naviguer autour de l'Atlantique à bord de leur Beaujolais Juliénas (12,25 m) construit en aluminium.
En 1982, Alain Mortain rejoint le cabinet et en 1984, celui-ci devient le cabinet Harlé-Mortain.
Dans ses derniers jours, Philippe Harlé travaillait sur Helvim, le deuxième bateau de Jean-Luc Van Den Heede. Après sa mort en février 1991, Alain Mortain a repris le bureau d'études, en association avec Yiannis Mavrikios.

#### Collaborateurs
Plusieurs personnalités de la plaisance ont travaillé chez Philippe Harlé, notamment : Jean-Pierre Aubry, Patrick Roséo, Jean-Marie Finot, Vincent Lauriot-Prévost, Marc Lombard, et finalement Alain Mortain comme associé.

## Production
À la suite de Jean-Jacques Herbulot, l'architecte du dériveur vaurien et du Corsaire, Philippe Harlé a profondément marqué l'architecture navale de plaisance française ; on estime que, dans les années 1970, un voilier naviguant en France sur cinq était signé Harlé, proportion montant à un sur quatre pour les voiliers habitables, ce qui lui a valu le surnom humoristique de Monsieur 20% (relatif à la proportion de voiliers de plaisance français portant sa signature)
Sa production peut se classer comme suit :
Voiliers en bois classiqueCe sont des bateaux construits à l'unité, comme en 1962 le dériveur lesté Naïade V (9,45 m),, le Mélisande 11,60 m, Armide et Winger, 11,30 m en 1965.
Les voiliers en contreplaqué, à bouchains vifs"Le contreplaqué me semble avoir encore un très bel avenir devant lui". Commençant avec le Muscadet en 1963, plusieurs de voiliers aux noms de vins ou d'alcools (Armagnac, Cognac...) seront construits par le chantier Aubin à Nantes et d'autres comme Arié à la Rochelle, La Réserve à Nice, Lemaistre à Fécamp. Ces voiliers étaient beaucoup plus simples à construire que ceux en bordé classique, et donc plus économiques, permettant à la plaisance de toucher des classes moins aisées qu'auparavant. Avec une construction légère et un rapport de lest important (environ 40 % du poids à vide), les performances au près (contre le vent) sont bonnes. Ces voiliers sont devenus la «marque de fabrique» de Philippe Harlé. Il poursuivra cette technique avec le Grisard, un fifty-fifty (voile et moteur) biquille de 6,40 m en 1964, le Belon (5,45 m) au chantier Stéphan  en 1965, le Cabernet 7,40 m (avec un roof en stratifié), le Baco 6 m, le Sauvignon 8,80 m tous à dérives relevables chez Aubin en 1976-1979, le quillard Aquavit de 10 m au chantier Moinard en 1977. Il dessine en 1974 un dériveur en solitaire, le Pschitt (3,03 m).
Voiliers en plastiqueCes croiseurs avec une coque en forme seront construits par des chantiers mettant en œuvre le stratifié polyester, qui étaient alors en plein essor. Ce sont par exemple les chantiers et modèles suivants : Jouet YF (Sheriff, Calife, Tarentelle), Jeanneau (Folie Douce, Sangria, Love-Love, Fantasia, Aquila, Brio, Bahia 22, Tonic 24, Sun Way 27), Kelt marine (Kelt 6.20), APS Aubin (Chablis 8,70 m, Scotch 8,90 m, Champagne 10,40 m, Sancerre 11,40 m), Edel (Edel III 7.80 m), GibSea (33.1, 35.1), Archambault (Coco 6.50), Kirié (Feeling 9.20, 9.60, 10.40, 286, 10.90, 326, 446, 416 ; Elite 32, 324, 346, 364), Mallard (Start 6, Start 7), Mirage Yachts (Mirages 27.5, 29 et 38), Etap (Etap 28i, Etap 32i, Etap 35, Etap 38), Dufour (Dufour 56).
Voiliers en aluminiumAprès le Suroit et le Coquelicot construits aux CMN à Cherbourg, le Romanée a été fabriqué chez Pouvreau à partir de 1973, à environ 200 exemplaires durant 10 années. le Romanée demeure aujourd'hui encore un voilier de référence comme bateau de voyage. Il a suivi le Mareuil de 12 m chez Pouvreau en 1978. Le Beaujolais 12,25 m et le Beaujolais 10,10 m, deux dériveurs lestés, ont été construits par le chantier Chaventré aux Sables d'Olonne. Le chantier Garcia à Condé-sur-Noireau a construit plusieurs modèles : Maracuja, Maeva, Nouanni, Passoa dans plusieurs tailles (34, 47, 50, 54 pieds) et le grand Jeroboam de 20 m en 1984.
Voiliers à faible tirant d'eauDe type dériveur lesté (DL), avec une configuration proche des voiliers d'Eugène Cornu (à quille longue) : Naïade V en bois et Naïade VI en alu,
 ou comparables à ceux de Jean-Jacques Herbulot : Belon, Cervoise, Baco, Listel, Cabernet, Sauvignon, Champagne, Beaujolais,
ou bien de type dériveur intégral (DI) : Maracuja, Carambola, Maeva, Nouanni, Passoa, Jeroboam.
Voiliers multicoquesCatamarans de sport Punch 4.28 et 5.15, Handi 48, catamaran Punch 8.50 pour Multicap Caraïbes. D'autres catamarans Punch plus grands ont été dessinés plus tard par Mortain & Mavrikios.
Bateaux de travailNotamment l'Archipel, la vedette de liaison des îles Glénan, La Grenouille, embarcation de plongée en aluminium de 8M30, insubmersible, extrapolée de la coque du  Muscadet, des bateaux pour l'ostréiculture, un navire à passagers catamaran (200 passagers) de 22 m.

## Résultats en compétition
Le Suroit a gagné le championnat GCL (Groupement de Croiseurs légers) devant 40 bateaux en 1965. Les Muscadets Diable à quatre et Cul-sec étaient connus à l'époque de courses du GCL, dans les années 1964-1968). L'Armagnac (notamment Raki et Iskra II avec Philippe Harlé à bord) ont obtenu les premières places de la Coupe de l'Atlantique en 1966. Les Tequila prototypes ont brillé dans les Quarter Ton Cup de 1970 à 1972. Plus tard, le Muscadet s'est fait une bonne place dans la Mini-Transat ; pour cette course, Philippe Harlé dessine le Gros Plant, à bord duquel il va courir en 1979, puis le Coco, qui sera aussi un succès, notamment avec Laurent Bourgnon. Sa femme Claude, participe à l'édition 1987 à bord de Coco Girl's. Pour la course du Vendée Globe 1989, Jean-Luc Van Den Heede demande à Philippe Harlé de dessiner l'IMOCA 36.15 MET, qui sera réalisé en aluminium au chantier Garcia.

## Ses voiliers

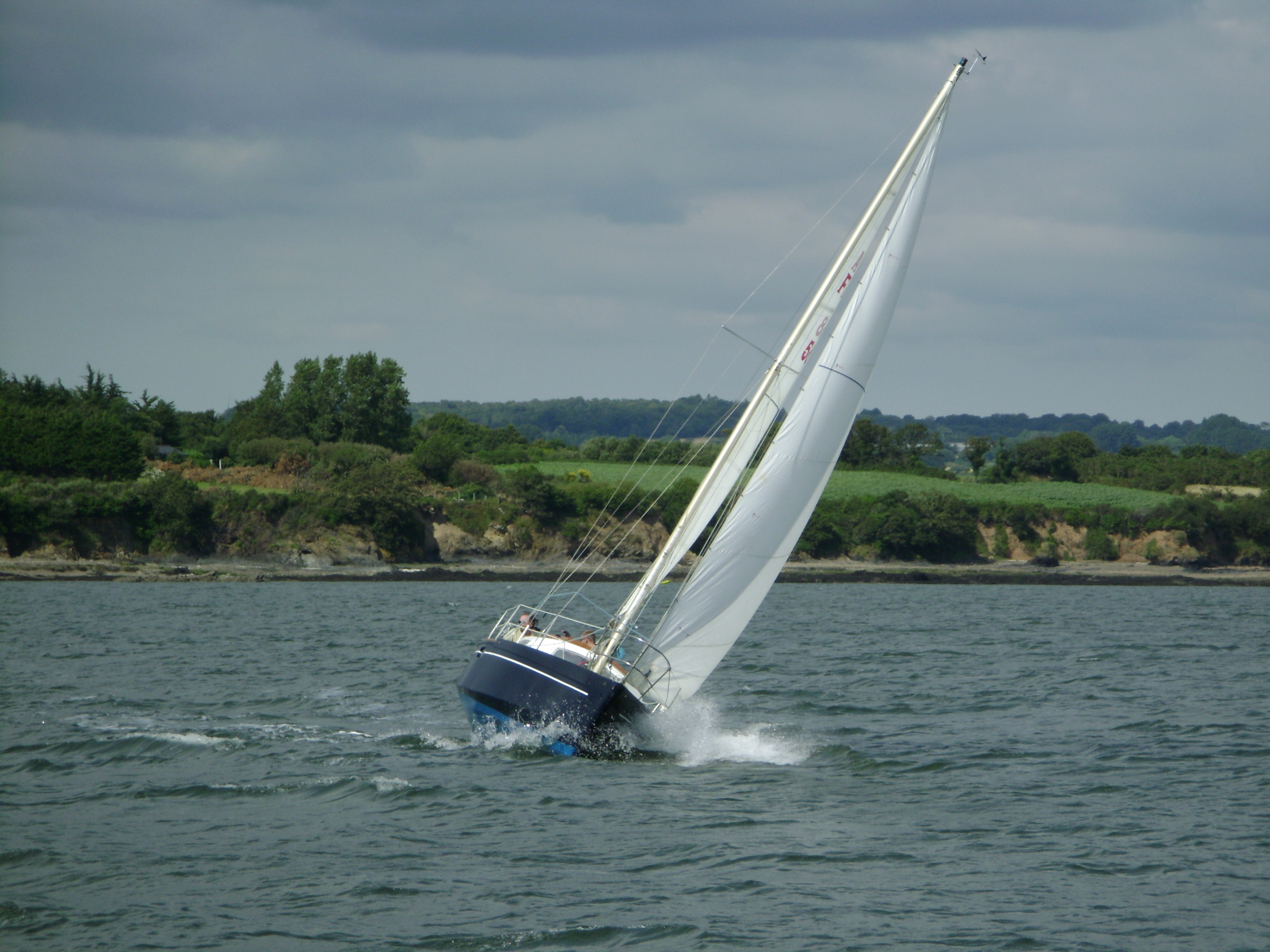
Armagnac en Bretagne.

La plupart des plans de cet architecte portent un nom de vin ou d'alcool; une exception, le Pschitt, un nom de boisson non alcoolisée... pour un dériveur d'école de voile.
- 36.15 MET
- Amaterasu
- Aquavit[24]
- Aquila
- Armagnac
- Baco[25]
- Beaujolais
- Cabernet[26]
- Carambola
- Cervoise[Note 10]
- Chablis[27]
- Champagne
- Coco
- Cognac
- Coquelicot[28]
- Daîquiri [29]
- Edel III [30]
- Elite 364[31]
- Fantasia
- Feeling 326[31]
- Feeling 1040[31]
- Feeling 1090[31]
- Feeling 416[31]
- Feeling 920[31]
- Gib'Sea 33
- Grisard[32],[33]
- Gros plant[34]
- Haddock[Note 11]
- Jaja
- Juliénas
- Jurançon
- Jéroboam
- Kelt 6,20 m
- Listel[35]
- Maeva
- Mallard Start 6[20]
- Mallard Start 7[36]
- Mallard 9 m[37]
- Maracuja
- Mareuil
- Mélisande[38]
- Muscadet[39]
- Passoa
- Pschitt
- Romanée
- Sancerre
- Sangria
- Sauvignon
- Schnaps[Note 12]
- Scotch[40]
- Suroit[41],[42]
- Tarantelle[43],[44]
- Tequila
- Tokay
- Tonic 23
- Vodka [Note 13]
- Volnay